# Piazza del Mercato (Sienne)
Pour les articles homonymes, voir Piazza del Mercato.

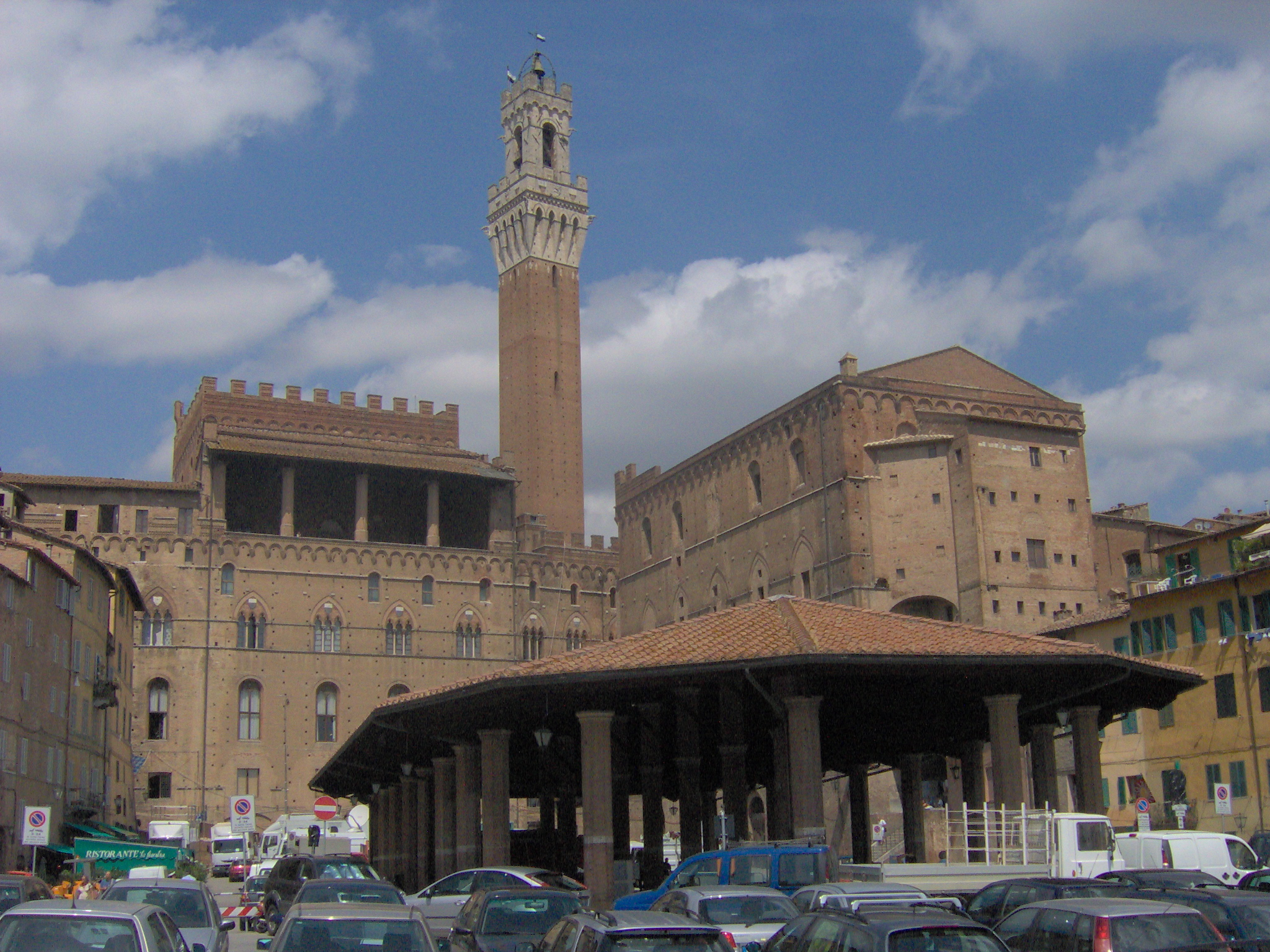
La halle sur fond de palazzo Pubblico avec sa loggia.

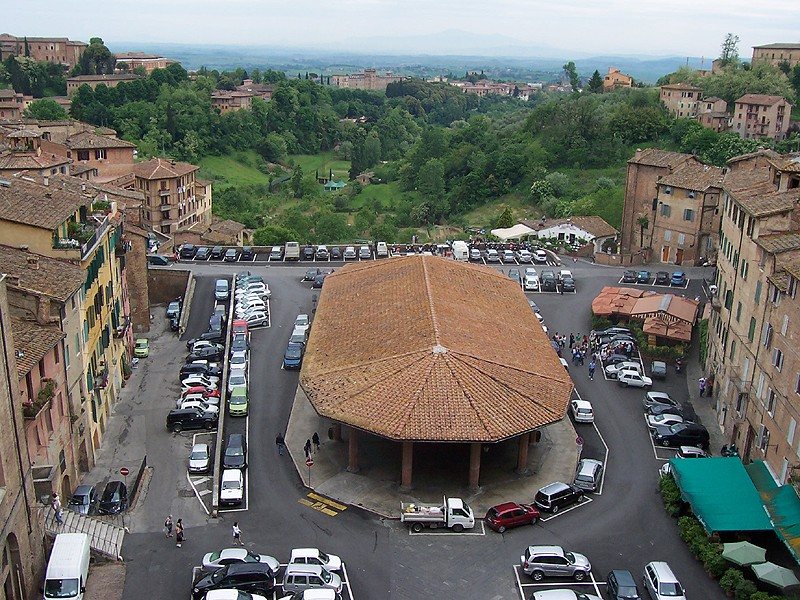
La Halle depuis la loggia.

La Piazza del Mercato  est une place de Sienne située à l'arrière du Palazzo Pubblico et visible depuis sa loggia.

## Histoire
Son marché est désaffecté et sa halle est destinée aujourd'hui à d'autres manifestations.
La via Giovanni Duprè permet de la relier à la Piazza del Campo.
L'accès du bas de la place rejoint la Porta Giustizia.